# Arhysosage bifasciata
Arhysosage bifasciata är en biart som först beskrevs av Heinrich Friese 1908.  Arhysosage bifasciata ingår i släktet Arhysosage och familjen grävbin. Inga underarter finns listade.